# 법화산 (경남)
법화산(法華山)은 대한민국 경상남도 함양군의 휴천면 금반리·문정리 일대에 걸쳐있는 산으로 해발 992m의 고지이다.

## 위치
경상남도 함양군에 있는 법화산의 서쪽으로 삼봉산과 서룡산이 나란히 솟아 있다. 『함양군지』에 "휴천면에 있으며, 군에서 남쪽 20리 거리이다."라고 기록하였다. 법화산과 서쪽 곁 삼봉산의 안부(鞍部)에 마천면 구양리와 함양읍 구룡리 사이를 넘는 고개인 오도재가 있다. 오도재는 예부터 남해와 하동의 물산들이 벽소령과 장터목을 거쳐 타 지방으로 운송되던 주요 육상 교역로였다.

## 지명 유래
법화산이라는 산 이름은 법화암(法華庵, 현 법화사)이 창건되면서 유래되었을 것으로 보인다. 법화사는 법화산 동남쪽 사면의 골짜기에 입지하였으며 883년(신라 헌강왕 9)에 결언(決言)이 세웠다고 전해진다. 한국전쟁 때 소실되어 대천리로 옮겼다.

## 지질
경상남도 함양군의 법화산 지질구조는 대체로 선캄브리아기의 침식에 강한 편마암과 화강편마암류가 서부와 북부의 고산지를 형성하고 있으며, 이들 사이에 중생대 말기와 신생대에 걸쳐 단층을 형성한 지각운동에 의해 화강암과 현무암이 관입·분출하였다. 산간분지는 중생대 백악기에 관입한 화강암류의 차별침식에 의해 형성되었으며, 동부 쪽으로는 경상계 신라통의 퇴적암이 나타나고 있다. 식생은 온대중부형에 속하여 전나무·잣나무·소나무·편백·오동나무 등이 자란다.

## 같이 보기
- 한국의 산